# جميلة جمعة
جميلة حسين جمعة وتشتهر جميلة جمعة (مواليد 24 سبتمبر 1983) هي كاتبة وكاتبة سيناريو كويتية.

## مسيرتها
بدأت الكتابة أثناء دراستها الجامعية، وشاركت حينها في مسابقة للقصة للقصيرة وفازت بها عن قصة «رسالة مدمن». وبعد تخرجها بعامين أصدرت أول كتاب لها، وهو عبارة عن «القتلة المتسلسلون»، ويعد كتابًا وثائقيًا بالقضايا والصور الحقيقية، ثم بعد ذلك بعام صدرت أولى رواياتها بعنوان «ماض أخجل منه». تبع ذلك صدور رواية بعنوان «عبث امرأة»، وصفها الأديب والروائي طالب الرفاعي بأنها «موضوع قذر كُتب بقلم نظيف».
وفي المسرح، ألّفت وأعدّت مسرحية «عالم أوز» ومسرحية «كان يا ما كان»، ثم كتبت مسلسل «المرأة والقطة» وهو مسلسل إجتماعي تراثي مستوحى من رواية الأديبة الكويتية ليلى العثمان، وعملت جميلة على تحويلها إلى عمل درامي من بطولة هدى حسين في رمضان عام 2016. انضمت بعد ذلك إلى كتّاب البرنامج التربوي «افتح يا سمسم». وفي عام 2020، عُرض أول مسلسل تلفزيوني من تأليفها بعنوان «كان خالد» من إخراج نايف الراشد وبطولة محمد جابر، وفي العام ذاته قامت بتحويل رواية «مساءات وردية» للكاتب الكويتي حمد الحمد إلى مسلسل اجتماعي. وإذاعيًا عملت في إذاعة دولة الكويت بكتابة المسلسلات الإذاعية.

## مؤلفاتها
- «ماض أخجل منه» (رواية)، دار بلاتينيوم للنشر والتوزيع، 2012[6]
- «عبث امرأة» (رواية)، نوفا بلس للنشر والتوزيع، 2013[7]
- "بنت مريم، (رواية)، مؤسسة محمد بن راشد آل مكتوم للمعرفة، وقنديل للطباعة والنشر والتوزيع، 2018[8][9][10]

## فيلموجرافيا
- تأليف: «عالم أوز»، مسرحية، 2014[11]
- إعداد: «كان يا ما كان»، مسرحية، 2015[12]
- كتابة: المرأة والقطة، مسلسل[3]
- تأليف: «كان خالد»، مسلسل، 2019[13]

## روابط خارجية
جميلة جمعة على موقع قاعدة بيانات الأفلام العربية